# Borolia ligata
Borolia ligata là một loài bướm đêm trong họ Noctuidae.